# Cynorhinella
Cynorhinella är ett släkte av tvåvingar. Cynorhinella ingår i familjen blomflugor.
Kladogram enligt Catalogue of Life:
| Cynorhinella | \| \| Cynorhinella bella \| \| \| \| \| \| Cynorhinella longinasus \| \| \| \| |
|              | \| \| Cynorhinella bella \| \| \| \| \| \| Cynorhinella longinasus \| \| \| \| |
|              | Cynorhinella bella                                                             |
|              |                                                                                |
|              | Cynorhinella longinasus                                                        |
|              |                                                                                |